# Уилер, Кенни
Ке́ннет Ви́нсент Джон Уи́лер, более известный как Ке́нни Уи́лер (англ. Kenny Wheeler; 14 января 1930, Торонто — 18 сентября 2014, Лондон) — канадский джазовый трубач и композитор, с 1950-х годов проживавший и работавший в Великобритании. Известен как один из немногих исполнителей, одинаково свободно владеющих различными джазовыми стилями.

## Биография
Вырос в Торонто, начал играть на корнете в 12 лет, заинтересовался джазом в подростковом возрасте. Год изучал композицию в Королевской музыкальной консерватории в 1950 году. В 1952 году переехал в Великобританию. 